# Autobusy w Górnośląsko-Zagłębiowskiej Metropolii
Autobusy w Górnośląsko-Zagłębiowskiej Metropolii – system zbiorowego transportu autobusowego na obszarze konurbacji górnośląskiej oraz miast powiązanych komunikacyjnie z aglomeracją. Od 1 stycznia 2019 jego organizatorem jest Zarząd Transportu Metropolitalnego, który zastąpił trzech dotychczasowych organizatorów: Komunikacyjny Związek Komunalny Górnośląskiego Okręgu Przemysłowego, Międzygminny Związek Komunikacji Pasażerskiej w Tarnowskich Górach i Miejski Zarząd Komunikacji w Tychach.
Historia komunikacji autobusowej w aglomeracji górnośląskiej zaczyna się w 1907, kiedy przedsiębiorstwo „Automobil–Omnibus–Gesellschaft” uruchomiło regularną linię autobusową w Katowicach, która jednak z powodu małej liczby pasażerów szybko upadła. Dopiero w latach 20. XX wieku nastąpił rozwój transportu autobusowego w podzielonej między Polskę i Niemcy aglomeracji, po niemieckiej (w 1924 autobusy pojawiły się, z inicjatywy władz miejskich, w Zabrzu), jak i polskiej stronie granicy (w 1929 nowo powstałe przedsiębiorstwo Śląskie Linie Autobusowe uruchomiło pierwszą linię w relacji Katowice – Siemianowice) oraz na relacjach transgranicznych (w 1927 spółka tramwajowa Śląskie Kolejki uruchomiła pospieszną linię autobusową z Katowic do Bytomia).
W Zagłębiu Dąbrowskim komunikacja autobusowa pojawiła się w 1922, zaś regularnego charakteru nabrała w 1937, gdy przedsiębiorstwo tramwajowe Tramwaje Elektryczne Zagłębia Dąbrowskiego Spółka Akcyjna uruchomiło linię autobusową ze Śródmieścia Sosnowca do Bobrownik.
Pod koniec 2020 w sieci ZTM funkcjonowało 420 linii autobusowych.
Pod koniec 2021 w sieci ZTM funkcjonowały 462 linie autobusowe, obsługiwane przez 1352 pojazdy. W rzeczonym roku autobusy ZTM przejechały 94 mln km. Najwięcej pasażerów (1,9 mln) przewiozła linia nr 5.

Pod koniec 2022 w sieci ZTM funkcjonowało 420 linii autobusowych, obsługiwanych przez 1480 pojazdów. W rzeczonym roku autobusy ZTM przejechały 99,72 mln km.

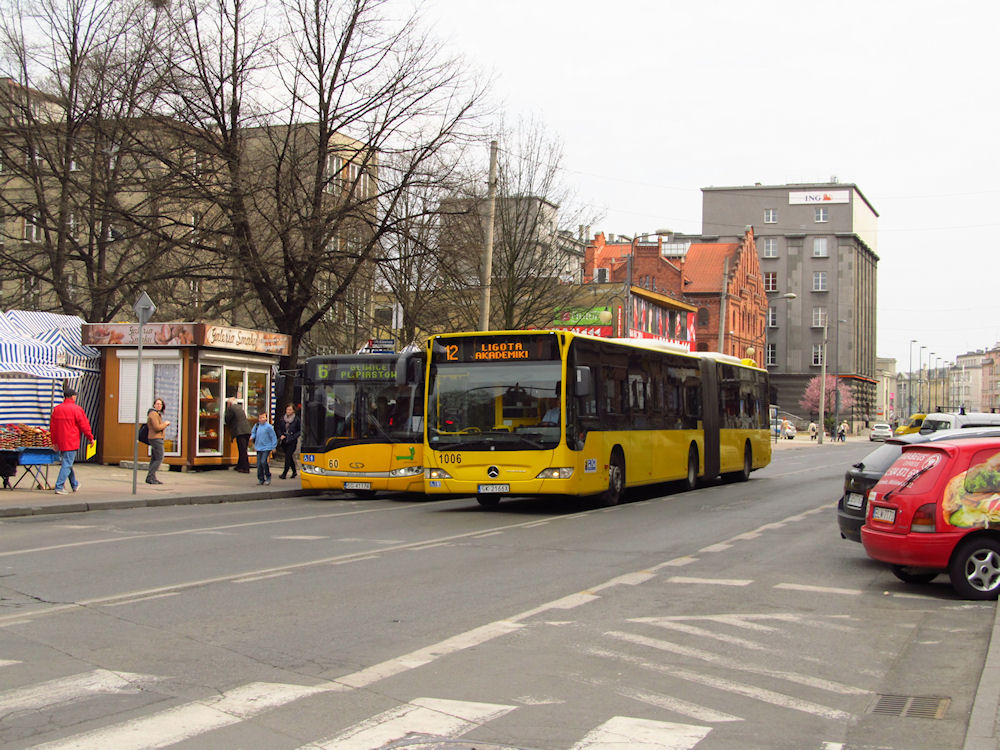
Mercedes-Benz O530 Przedsiębiorstwa Komunikacji Miejskiej Katowice (nr taborowy 1006) obsługujący linię nr 12, przyjeżdżający przez ul. Adama Mickiewicza w Katowicach (2015)
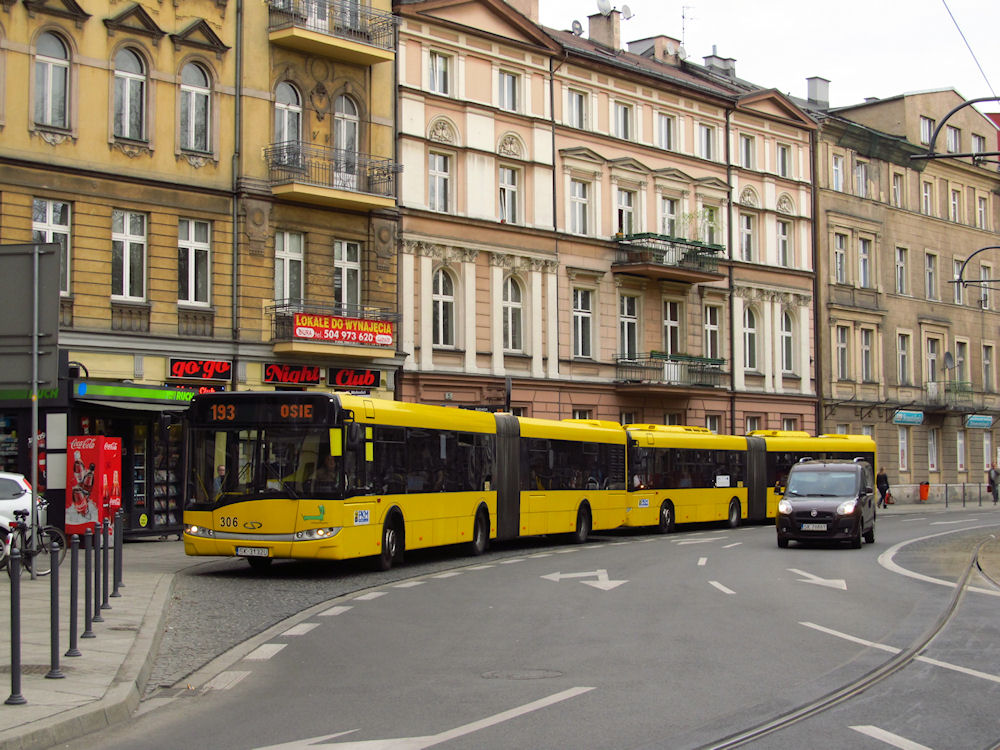
Solaris Urbino 18 PKM Katowice (nr taborowy 306) obsługujący linię nr 193 na pl. Wolności w Katowicach (2015)
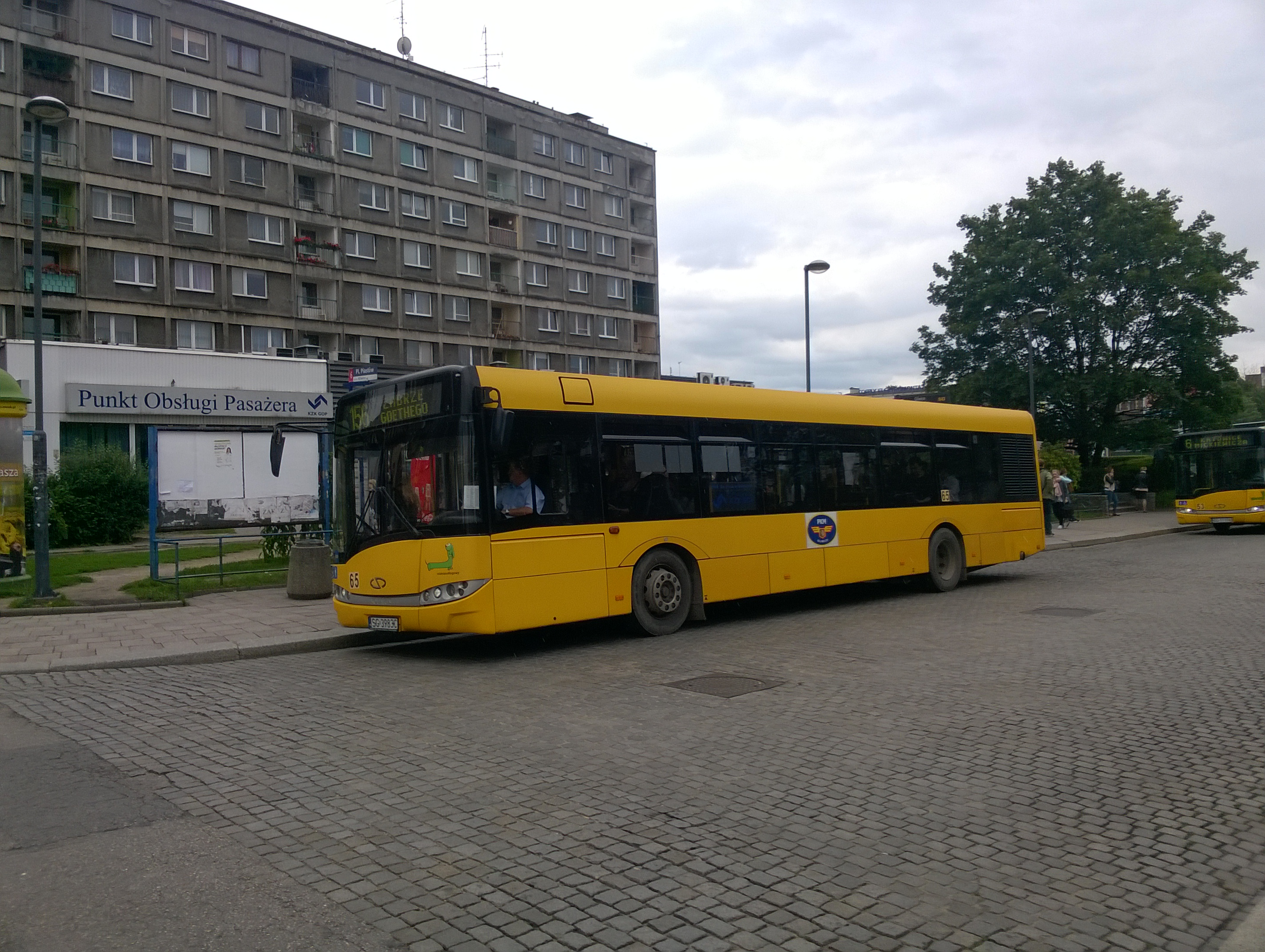
Solaris Urbino 12 Przedsiębiorstwa Komunikacji Miejskiej w Gliwicach (nr taborowy 65) obsługujący linię nr 156 na pl. Piastów w Gliwicach (2016)
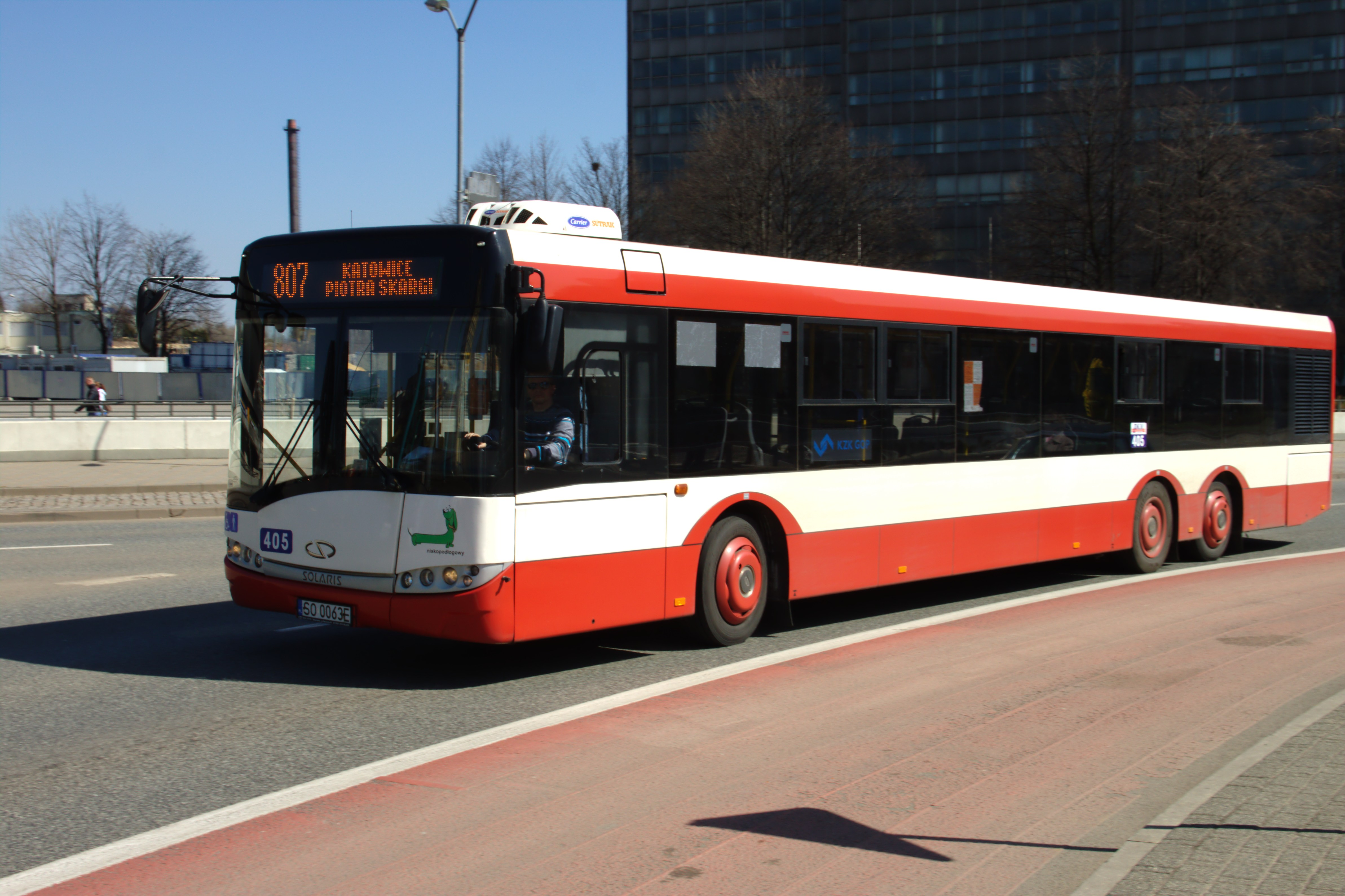
Solaris Urbino 15 Przedsiębiorstwa Komunikacji Miejskiej w Sosnowcu (nr taborowy 405) obsługujący linię nr 807, przejeżdżający przez rondo gen. Jerzego Ziętka w Katowicach (2012)
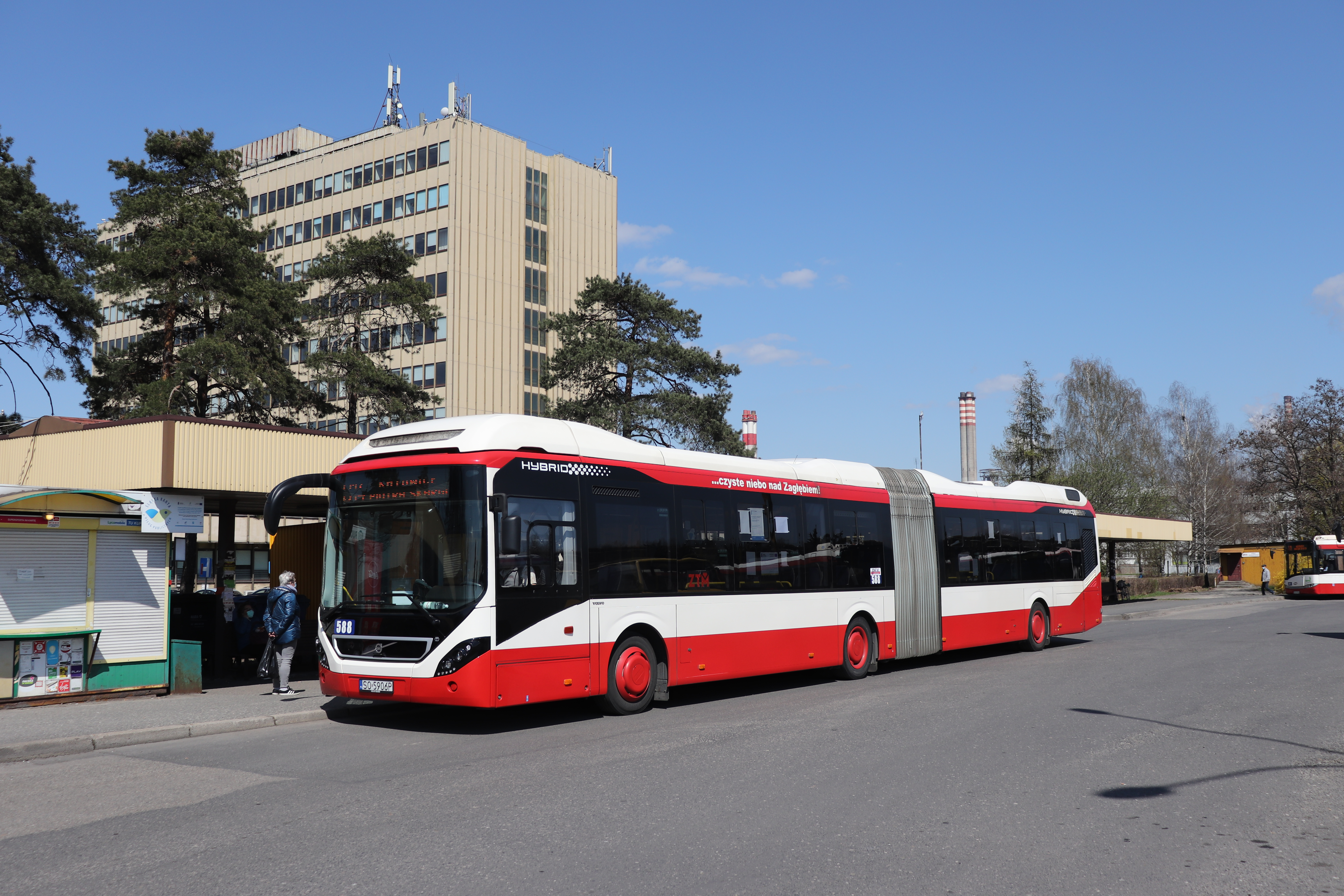
Volvo 7900A Hybrid Przedsiębiorstwa Komunikacji Miejskiej w Sosnowcu (nr taborowy 588) obsługujące linię nr 814 w Dąbrowie Górniczej (2021)
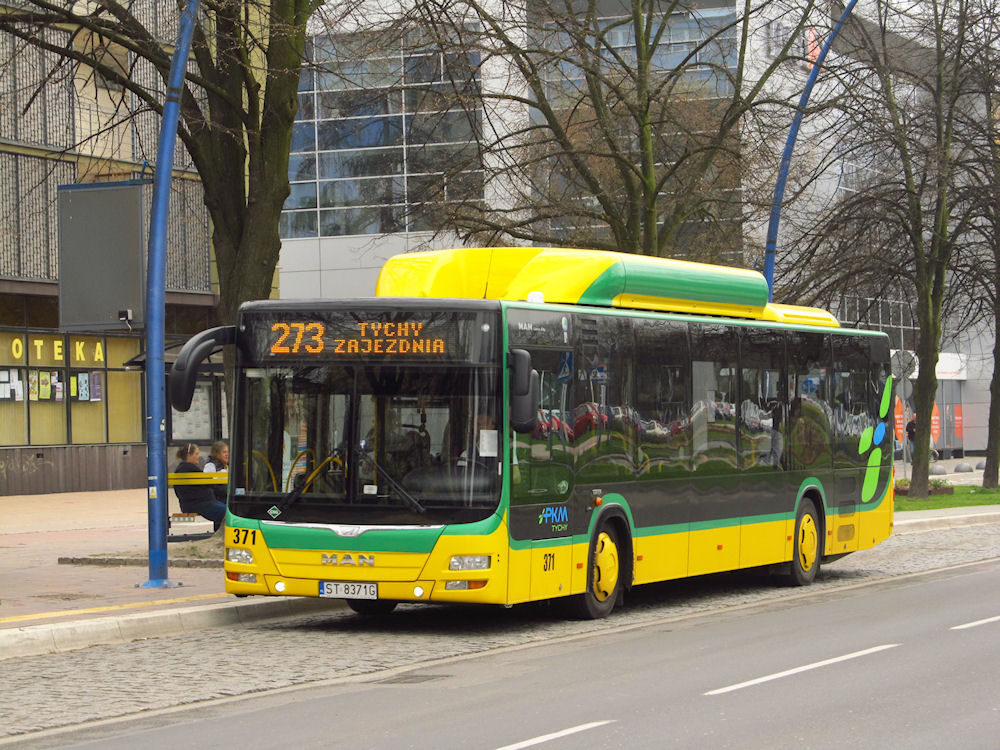
MAN NL 273 Przedsiębiorstwa Komunikacji Miejskiej w Tychach (nr taborowy 371) obsługujący linię nr 273, przejeżdżający przez al. Niepodległości w Tychach (2016)
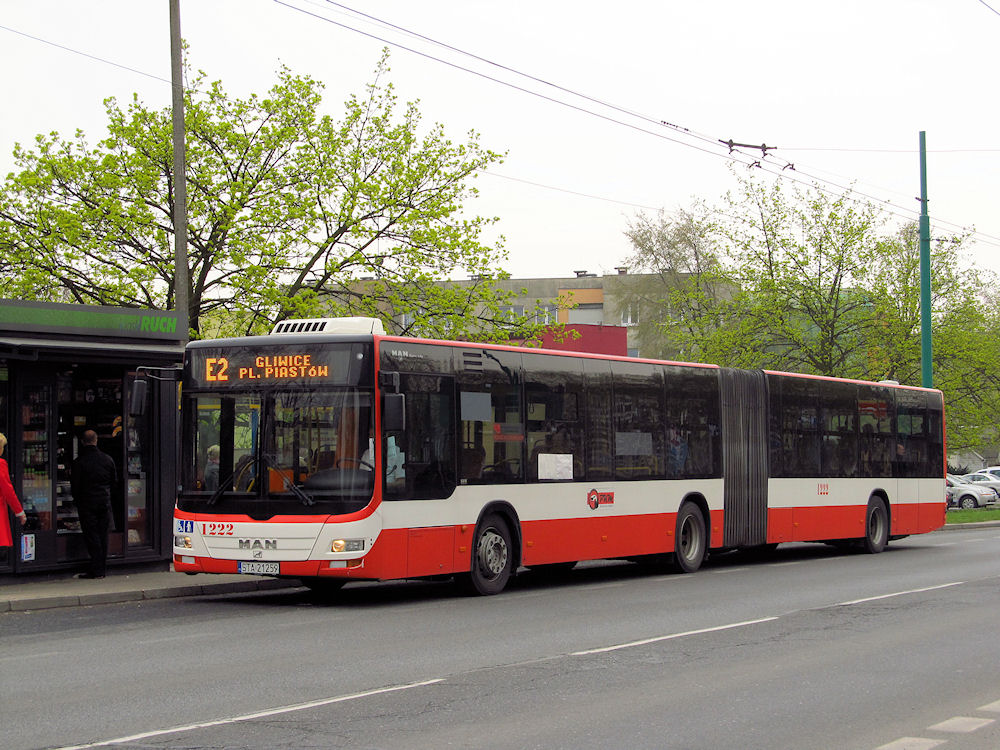
MAN NG 323 Przedsiębiorstwa Komunikacji Metropolitalnej w Świerklańcu (nr taborowy 1222) obsługujący linię nr E2, przejeżdżający przez ul. Armii Krajowej w Tychach (2016)